# NGC 1734
NGC 1734 (другое обозначение — ESO 56-SC18) — рассеянное скопление в созвездии Золотой Рыбы, расположенное в Большом Магеллановом Облаке. Открыто Джоном Гершелем в 1834 году. Описание Дрейера: «довольно яркий, крупный объект круглой формы, сильно более яркий в середине». Возраст скопления составляет 70—200 миллионов лет. Скопление имеет эллиптическую форму, его сплюснутость составляет 25%.
Этот объект входит в число перечисленных в оригинальной редакции «Нового общего каталога».